# كابيائيات الشكل
كابيائيات الشكل (الاسم العلمي: Caviomorpha) أو كابيائينات و أشباهها (الاسم العلمي:Caviida) هي أصنوفة من القوارض تتبع شيهميات الفك من رتيبة شيهميات الشكل.

## التصنيف
- الشنشيلينات
  - الجروذ الشنشيلية
    - الجرذ الشنشيلي

  - الشنشيلات
    - الشنشيلاوات
      - الشنشيلة
      - فسكاش الجبال

    - الفسكاشاوات
      - الفسكاش